# Ludwig Julius Traugott von Thüngen
Freiherr Ludwig Julius Traugott von Thüngen (Burgsinn) (* 1. Februar 1794 in Burgsinn; † 1872 in Würzburg) war ein deutscher Bezirksgerichtsdirektor.

## Leben und Karriere
Um 1814 begann Ludwig von Thüngen mit seinem Studium der Rechtswissenschaften an der Julius-Maximilians-Universität Würzburg und der Friedrich-Alexander-Universität Erlangen. In dem Zuge wurde er zunächst 1814 beim Corps Moenania in Würzburg als einer der ersten Mitglieder recipiert und danach im Jahre 1819 beim Corps Onoldia in Erlangen recipiert.
Er heiratete im Jahre 1822 Julie geb. Knoch. Im Zeitraum von 1823 bis 1829 bekam er mit ihr 3 Kinder.
Von 1829 bis 1830 war er unterfränkischer Bezirksrat aus der Klasse der adligen Grundbesitzer mit Gerichtsbarkeit in Würzburg. Bis ins Jahr 1835 war er Patrimonialrichter beim Landgericht Burgthann. Danach war er im Zeitraum von 1835 bis 1840 als zweiter Assessor beim Landgericht Burgthann. Erster Assessor war er von 1840 bis 1844 beim Landgericht II in Bamberg. Ab 1845 war er Rat beim Kreis- und Stadtgericht in Bamberg. Im Jahre 1846 wurde er Direktor des Kreis- und Stadtgerichts Schweinfurt und blieb dies bis 1851. Daraufhin wurde er ab 1856 Direktor des Kreis- und Stadtgerichts Amberg und von 1858 bis 1862 sogar Direktor des Bezirksgericht in Amberg. Und zum Ende seiner Karriere wurde er 1856 Direktor des Wechsel- und Merkantilgerichts in Regensburg. Während der Zeit von 1861 bis circa 1862 war er außerdem Vorstand des Handelsgerichts in Amberg.